# Aykin Aydemir
Aykin Aydemir (* 2. August 1980 in Neu-Ulm) ist ein ehemaliger türkischer Fußballspieler.

## Sportlicher Werdegang

### FC Bayern München
Aydemir spielte zuletzt für die B-Jugendmannschaft des FC Bayern München, mit der er am 20. Juli 1997 das Endspiel um die Deutsche B-Junioren-Meisterschaft erreichte. Beim 3:0-Sieg über die B-Jugendmannschaft von Werder Bremen bestritt er als Stürmer 45 Minuten und gewann seinen ersten bedeutenden Titel im Juniorenbereich.

### Dardanelspor
In die Türkei gelangt, gehörte er ab dem 13. Januar 1998 dem Erstligisten Dardanelspor an, für den er als Abwehrspieler Saison übergreifend in zwei Punktspielen eingesetzt wurde. Sein erstes bestritt er am 30. Mai 1998 am letzten Spieltag der Saison 1997/98 im torlosen Heimspiel gegen Beşiktaş Istanbul. In der Folgesaison kam er am 30. August 1998 (4. Spieltag) bei der 0:2-Niederlage im Auswärtsspiel gegen Antalyaspor zum Einsatz.

### Aydinpspor
Über ein ab dem 1. Februar 1999 wirksamen Leihvertrag, gehörte er dem Zweitligisten Aydınspor zunächst bis Ende der Saison 1998/99 in der Gruppe 2 der Qualifikationsrunde und der sich anschließenden Aufstiegsrunde an. Als Vorletzter in einem Teilnehmerfeld von zehn Mannschaften rückte die Möglichkeit, in die 1. Liga aufzusteigen, in weite Ferne, jedoch gab ein Punkt Ausschlag um den Verbleib in dieser Spielklasse. Am Ende der Folgesaison, am 21. Mai 2000, belegte er mit seiner Mannschaft Platz 3 in der Gruppe 2 der Qualifikationsrunde.
Mit Ablauf der Leihfrist am 30. Juni 2000 kehrte er zu Dardanelspor zurück; über die Zeit danach, bis zum 14. August 2003, ist nichts bekannt/dokumentiert.

### Izmirspor
Am 15. August 2003, unmittelbar vor Saisonbeginn am 24. August, nahm ihn der Zweitligist İzmirspor unter Vertrag. Obwohl die Saison erst am 16. Mai 2004 ihren Abschluss fand, war Aydemir bereits am 5. März 2004 ohne Verein. Im Zeitraum vom 1. Juli 2004 bis zum 30. Juni 2012 (!) ist über seinen weiteren Werdegang nichts dokumentiert.

### SV Internationale Taufkirchen
Nach Deutschland zurückgekehrt, fand er in Taufkirchen beim dort ansässigen SV Internationale Taufkirchen, eine neue sportliche Heimat – zunächst vom 1. Juli 2012 bis zum 30. Juni 2014. 

### FC Anadolu Bayern
In der Hinrunde der Saison 2014/15 war er dann für den FC Anadolu Bayern in der siebtklassigen Bezirksliga Oberbayern Süd aktiv. [Anadolu = türkisch für Anatolien].

### SV Internationale Taufkirchen
Im Januar 2015 nach Taufkirchen zurückgekehrt, gehörte er in der Rückrunde der Saison 2014/15 erneute dem SV Internationale Taufkirchen an.

### FC Sportfreunde München
Vom 1. Juli 2015 bis zum 30. Juni 2017 gehörte er dem FC Sportfreunde München in der elftklassigen B-Klasse 4 an.

## Erfolge
- Deutscher B-Juniorenmeister 1997 (mit dem FC Bayern München)